# Peter Pögl
Peter Pögl (* um 1430; † 1486) war ein steirischer Hammerherr und Waffenfabrikant.

## Leben
Durch seine guten Beziehungen zu Kaiser Friedrich III. gelang es Peter Pögl, seine 1469 in Aflenz (Steiermark) gegründete Waffenschmiede zu einem Rüstungsbetrieb von überregionaler Bedeutung auszubauen. Er stellte insbesondere Hakenbüchsen und eiserne Kugeln für die kaiserliche Armee her.
1466 und 1478 ist er als Besitzer des „Thörleins“, einer Straßensperre in Thörl, genannt, die er zu einem Schloss ausbaute.
Erste urkundlich belegte Bestellungen aus dem Jahr 1469 lauten auf 300 Hakenbüchsen und 14.000 eiserne Kugeln für 260 Pfund Pfennige (29. Mai 1469)
, sowie 100 Hakenbüchsen für 75 Pfund Pfennige (10. August 1469).
1471 stiftete er den Bau des Chors der Pfarrkirche St. Peter und St. Paul in Aflenz.
Peter Pögl starb 1486. Sein Grabstein befindet sich an der südlichen Außenmauer der Pfarrkirche Aflenz.
Er hatte mindestens zwei Kinder:
- Gotthard Pögl, Bürger und Richter in Bruck.
- Sebald Pögl der Ältere, wahrscheinlich der erstgeborene Sohn, dem es gelang, den Betrieb zu einem frühindustriellen Großbetrieb auszubauen.